# Auskunftsersuchen
Als Auskunftsersuchen bezeichnet man eine Anfrage der Finanzbehörde nach § 93 Abgabenordnung, in der Steuerpflichtige oder Dritte um Auskunft über einen steuerlich erheblichen Sachverhalt ersucht werden. Ein Auskunftsersuchen stellt einen Verwaltungsakt im Sinne von § 118 AO dar.
Es ist von einem sogenannten Vorlageersuchen zu unterscheiden (§ 97 AO).

## Verfahren
Der Gesetzgeber hat der Finanzbehörde mit dem Auskunftsersuchen eine Ermittlungsmöglichkeit gegeben, die die Durchführung des Besteuerungsverfahrens unterstützt. Zum Besteuerungsverfahren gehört auch das Vollstreckungsverfahren. Eine besondere Form des Auskunftsersuchens ist nicht vorgeschrieben. Somit ist ein Auskunftsersuchen auch mündlich möglich.
Das Auskunftsersuchen hilft die Gleichmäßigkeit der Besteuerung sicherzustellen (Art. 3 Abs. 1 des Grundgesetzes, § 85 AO), da die Finanzbehörde bei der Besteuerung ohne die Mitwirkung des Steuerpflichtigen nicht auskommt.
Ob ein Auskunftsersuchen ergeht, entscheidet die Finanzbehörde nach pflichtgemäßem Ermessen (§ 5 AO). Das Ermessen wird durch das Legalitätsprinzip (§ 86 Abs. 2 Nr. 1 AO) beschränkt: Geht es um die Aufklärung eines steuerlich erheblichen Sachverhalts, ist eine Ermessensreduktion auf Null möglich. Dann ist die Finanzbehörde verpflichtet, ein Auskunftsersuchen an den Steuerpflichtigen zu stellen. Ermittlungen „ins Blaue hinein“ sind unzulässig. Es müssen konkrete Anhaltspunkte bestehen, welche die Aufdeckung steuererheblicher Tatsachen in besonderem Maße wahrscheinlich erscheinen lassen.
Bei Auskunftsersuchen an Dritte gilt das Subsidiaritätsprinzip. Danach ist die Finanzbehörde gehalten, sich zunächst an den Steuerpflichtigen selbst zu wenden, da dieser den Sachverhalt „am besten kennt“. Dritte sollen erst dann um Auskunft ersucht werden, wenn die Auskunft des Steuerpflichtigen unzureichend war bzw. ein Auskunftsersuchen an ihn von vornherein keinen Erfolg verspricht.
Der um Auskunft Ersuchte hat die Auskunft wahrheitsgemäß nach besten Wissen und Gewissen zu erteilen. Soweit ihm die Auskunft aus seiner Erinnerung heraus nicht möglich ist, hat er die ihm zur Verfügung stehenden Unterlagen einzusehen und die Auskünfte hieraus zu entnehmen. Zwar ist die Auskunft grundsätzlich formfrei, jedoch kann die Finanzbehörde schriftliche Auskunft verlangen, soweit dies sachdienlich ist.

## Inhalt
In dem Auskunftsersuchen ist anzugeben
- die Rechtsgrundlage für das Auskunftsersuchen (§§ 90, 93 AO)
- worüber Auskunft erteilt werden soll
- für wessen Besteuerung die Auskunft benötigt wird
- falls erforderlich auch eine Begründung nach § 121 Abs. 1 AO

Nach dem Grundsatz der Verhältnismäßigkeit hat sich die Finanzbehörde der einfachsten Ermittlungsmöglichkeit zu bedienen und den geringstmöglichen Eingriff in die Sphäre des Steuerpflichtigen vorzunehmen.

## Besonderheiten
Das Auskunftsersuchen muss gemäß § 119 Abs. 1 AO inhaltlich hinreichend bestimmt sein. Dies ergibt sich aus dem Bestimmtheitsgebot, welches Inhalt des Rechtsstaatsprinzip ist. Fehlt es an der inhaltlich hinreichenden Bestimmtheit, ist das Auskunftsersuchen nach § 125 Abs. 1 AO nichtig und damit gemäß § 124 Abs. 3 AO unwirksam.
Auskunftsersuchen bei Ermittlungen ins Blaue hinein und Rasterfahndungen sind nicht zulässig.
Auskunftsverweigerungsrechte (§§ 101 - 103 AO) Dritter sind zu beachten. Der Finanzbehörde steht bei einer Weigerung des um Auskunft Ersuchten im Wege der freien Beweiswürdigung zu, auch für die Beteiligten nachteilige Schlussfolgerungen zu treffen.
Ein Auskunftsersuchen kann mit dem Einspruch § 347 Abs. 1 Nr. 1 AO angegriffen werden. Soweit die Finanzbehörde diesen zurückweist, kann das Finanzgericht angerufen werden. Die Finanzbehörde kann Auskünfte durch Festsetzung von Zwangsgeld erzwingen.
Vom Auskunftsersuchen zu unterscheiden sind Vorlageersuchen und Benennungsverlangen. Zwar verfolgen auch diese Anfragen den Zweck, Sachverhalte aufzuklären, jedoch ist zu beachten, dass aufgrund verschiedener gesetzlicher Normen (§§ 93, 97 bzw. 160 AO) unterschiedliche Rechtsfolgen eintreten.